# NGC 5501
NGC 5501 ist eine 13,9 mag helle linsenförmige Low Surface Brightness Galaxy vom Hubble-Typ S0-a im Sternbild Jungfrau. Sie ist schätzungsweise 337 Millionen Lichtjahre von der Milchstraße entfernt und hat einen Durchmesser von etwa 80.000 Lj.
Das Objekt wurde am 13. April 1828 von John Herschel entdeckt.